# Hedwig Haß
Hedwig Haß (28 luglio 1902 – Bad Waldsee, 2 gennaio 1992) è stata una schermitrice tedesca, vincitrice di una medaglia d'oro, due d'argento e due di bronzo ai campionati mondiali di scherma.